# Richard Sorabji
Pour les articles homonymes, voir Sorabji.
Richard Sorabji (né le 8 novembre 1934 à Oxford) est un historien britannique de la philosophie, spécialiste des commentateurs antiques d'Aristote. Il est le neveu de la première avocate en Inde, Cornelia Sorabji.

## Publications
- Aristotle on memory, 1972.
- Time, creation and the continuum : theories in Antiquity and the early Middle Ages, 1983.
- Matter, space and motion : theories in Antiquity and their sequel, 1988.
- Animal minds and human morals : the origins of the western debate, 1993.
- Emotion and peace of mind : from stoic agitation to christian temptation, 2000.
- The philosophy of the commentators, 200-600 AD : a sourcebook, 3 vol., 2004.
- Self : ancient and modern insights about individuality, life, and death, 2006.
- Gandhi and the Stoics : modern experiments on ancient values, 2012.